# Algerien bei Alpinen Skiweltmeisterschaften
| Goldmedaillen | Silbermedaillen | Bronzemedaillen |
| ------------- | --------------- | --------------- |
| —             | —               | —               |

Algerien nahm bislang drei Mal an Alpinen Skiweltmeisterschaften teil. Die Fédération Algérienne de Ski et Sports de Montagne entsandte zum ersten Mal 1989 einen Sportler.

## Statistik
| Jahr | Ort                |   |   |   |   | Sportler |
| ---- | ------------------ | - | - | - | - | -------- |
| 1989 | Vail               | – | – | – | – | 1        |
| 1997 | Sestriere          | – | – | – | – | 5        |
| 2003 | St. Moritz         | – | – | – | – | 2        |
| 2023 | Courchevel/Méribel | – | – | – | – | 1        |

## Liste der Teilnehmer

### Männer
- Tarik Abtout: 1997
- Ali Boukamoun: 1997, 2003
- Arif Chelgoufi: 1989
- Mohamed Choumane: 1997
- Kamel Guerri: 1997
- Mourad Guerri: 1997, 2003
- Tanguy Pechoux: 2023